# Placówka Straży Granicznej w Raciborzu
Placówka Straży Granicznej w Raciborzu – zlikwidowana graniczna jednostka organizacyjna Straży Granicznej realizująca zadania w ochronie granicy państwowej z Republiką Czeską.

## Formowanie i zmiany organizacyjne
Placówka Straży Granicznej w Raciborzu (PSG w Raciborzu), powstała 1 stycznia 2010, na podstawie Zarządzenia Komendanta Głównego Straży Granicznej w strukturach Śląskiego Oddziału Straży Granicznej, w obiekcie komendy Śląskiego Oddziału Straży Granicznej, na bazie rozformowanej, z dniem 31 grudnia 2009 Placówki Straży Granicznej w Pietraszynie . 1 lipca 2013 weszła w podporządkowanie nowo utworzonego Śląsko-Małopolskiego Oddziału Straży Granicznej w Raciborzu.
31 października 2013 przestała istnieć Placówka Straży Granicznej w Raciborzu jako kolejny element trwającej w Straży Granicznej reorganizacji. Zmiany w strukturze SG na południowej granicy były podyktowane koniecznością dostosowania formacji do zadań realizowanych na wewnętrznym odcinku granicy RP. Terytorialny zasięg działania placówki, który obejmował 8 powiatów został przejęty przez placówki SG w Opolu i Rudzie Śląskiej.

## Terytorialny zasięg działania
Od 1 stycznia 2010 placówka ochraniała odcinek wewnętrznej granicy Unii Europejskiej o długości 180,80 km :
Stan z 1 sierpnia 2011
- Włącznie znak graniczny nr I/148a, wyłącznie znak gran. nr II/124.
- Linia rozgraniczenia:

1. Z Placówką Straży Granicznej w Cieszynie: włącznie znak gran. nr I/148a, dalej granicą gmin Jastrzębie-Zdrój i Żory oraz Godów, Mszana i Świerklany.
2. Z Placówką Straży Granicznej w Opolu: wyłącznie znak gran. nr II/124, dalej granicą gmin: Głubczyce i Pawłowiczki oraz Głogówek i Walce.

- Poza strefą nadgraniczną obejmowała powiaty: gliwicki, rybnicki, Rybnik, Gliwice, z powiatu raciborskiego gminy: Kuźnia Raciborska, Nędza, Kornowac, z powiatu wodzisławskiego gminy: Marklowice, Pszów, Radlin, Rydułtowy, z powiatu kędzierzyńsko-kozielskiego gminy: Bierawa, Cisek, Reńska Wieś.

## Komendant placówki
- ppłk SG Andrzej Kamiński (01.01.2010–31.10.2013) – do rozformowania[4].